# Světový pohár v rychlobruslení 2015/2016
Světový pohár v rychlobruslení 2015/2016 byl 31. ročník Světového poháru v rychlobruslení. Konal se v období od 13. listopadu 2015 do 13. března 2016. Soutěž byla organizována Mezinárodní bruslařskou unií (ISU).
Mítink ve Stavangeru byl rovněž doplňkovou kvalifikací na sprinterské a vícebojařské Mistrovství světa 2016.
Nově byl do soutěže zařazen závod v týmovém sprintu.

## Kalendář
| Místo          | Datum                  | 500 m | 1000 m | 1500 m | 3 km/5 km | 5 km/10 km | sprint | víceboj | hromadný start | týmový sprint | stíhací závod |
| -------------- | ---------------------- | ----- | ------ | ------ | --------- | ---------- | ------ | ------- | -------------- | ------------- | ------------- |
| Calgary        | 13.–15. listopadu 2015 | 2×    | 1×     | 1×     | 1×        |            |        |         | 1×             | 1×            | 1×            |
| Salt Lake City | 20.–22. listopadu 2015 | 2×    | 1×     | 1×     |           | 1×         |        |         | 1×             | 1×            |               |
| Inzell         | 4.–6. prosince 2015    | 2×    | 1×     | 1×     | 1×        |            |        |         | 1×             |               | 1×            |
| Heerenveen     | 11.–13. prosince 2015  | 2×    | 1×     | 1×     | 1×        |            |        |         | 1×             | 1×            | 1×            |
| Stavanger      | 29.–31. ledna 2016     | 2×    | 2×     | 1×     | 1×        |            | 1×     | 1×      |                |               |               |
| Heerenveen     | 11.–13. března 2016    | 2×    | 1×     | 1×     | 1×        |            |        |         | 1×             | 1×            | 1×            |

## Muži

### 500 m
| Místo            | 1. místo         | Čas        | 2. místo              | Čas      | 3. místo              | Čas       |
| ---------------- | ---------------- | ---------- | --------------------- | -------- | --------------------- | --------- |
| Calgary 1        | Pavel Kuližnikov | 34,11      | Mika Poutala          | 34,28    | William Dutton        | 34,46     |
| Calgary 2        | Pavel Kuližnikov | 34,00 (WR) | William Dutton        | 34,25    | Alex Boisvert-Lacroix | 34,30 (0) |
| Salt Lake City 1 | Pavel Kuližnikov | 33,98 (WR) | Mitchell Whitmore     | 34,19    | William Dutton        | 34,35     |
| Salt Lake City 2 | Pavel Kuližnikov | 34,13      | William Dutton        | 34,34    | Laurent Dubreuil      | 34,36     |
| Inzell 1         | Gilmore Junio    | 34,86      | Alexandre St-Jean     | 34,90    | Artur Waś             | 34,97 (1) |
| Inzell 2         | Artur Waś        | 34,65      | Alex Boisvert-Lacroix | 34,74    | Kai Verbij            | 34,80     |
| Heerenveen 1     | Pavel Kuližnikov | 34,48      | Alexej Jesin          | 34,65    | Alex Boisvert-Lacroix | 34,78     |
| Heerenveen 2     | Ruslan Murašov   | 34,67      | Alex Boisvert-Lacroix | 34,76    | Espen Aarnes Hvammen  | 34,86     |
| Stavanger 1      | Pavel Kuližnikov | 34,71      | Ruslan Murašov        | 34,74    | Kai Verbij            | 34,87     |
| Stavanger 2      | Pavel Kuližnikov | 34,52      | Ruslan Murašov        | 34,78    | Gilmore Junio         | 34,86     |
| Heerenveen 1     | Ruslan Murašov   | 34,96      | Ronald Mulder         | 35,05    | Gilmore Junio         | 35,12 (3) |
| Heerenveen 2     | Ronald Mulder    | 34,81      | Ruslan Murašov        | 34,89    | Mika Poutala          | 35,02     |
|                  |                  |            |                       |          |                       |           |
| Celkové pořadí   | Pavel Kuližnikov | 705 bodů   | Ruslan Murašov        | 705 bodů | Gilmore Junio         | 637 bodů  |

### 1000 m
| Místo          | 1. místo         | Čas      | 2. místo         | Čas      | 3. místo         | Čas      |
| -------------- | ---------------- | -------- | ---------------- | -------- | ---------------- | -------- |
| Calgary        | Gerben Jorritsma | 1:07,20  | Pavel Kuližnikov | 1:07,33  | Kjeld Nuis       | 1:07,40  |
| Salt Lake City | Pavel Kuližnikov | 1:06,70  | Kjeld Nuis       | 1:07,02  | Gerben Jorritsma | 1:07,23  |
| Inzell         | Kjeld Nuis       | 1:08,31  | Denis Juskov     | 1:08,55  | Kai Verbij       | 1:08,60  |
| Heerenveen     | Pavel Kuližnikov | 1:08,16  | Denis Juskov     | 1:08,59  | Kjeld Nuis       | 1:08,61  |
| Stavanger 1    | Pavel Kuližnikov | 1:08,10  | Kjeld Nuis       | 1:08,12  | Denis Juskov     | 1:08,72  |
| Stavanger 2    | Pavel Kuližnikov | 1:08,10  | Kjeld Nuis       | 1:08,13  | Thomas Krol      | 1:08,52  |
| Heerenveen     | Kjeld Nuis       | 1:08,94  | Kai Verbij       | 1:09,08  | Denis Juskov     | 1:09,22  |
|                |                  |          |                  |          |                  |          |
| Celkové pořadí | Kjeld Nuis       | 630 bodů | Pavel Kuližnikov | 480 bodů | Gerben Jorritsma | 396 bodů |

### 1500 m
| Místo          | 1. místo     | Čas      | 2. místo              | Čas         | 3. místo    | Čas         | Příp. další česká účast             | Čas     |
| -------------- | ------------ | -------- | --------------------- | ----------- | ----------- | ----------- | ----------------------------------- | ------- |
| Calgary        | Denis Juskov | 1:41,88  | Bart Swings           | 1:42,48 (0) | Joey Mantia | 1:42,48 (2) | —                                   | —       |
| Salt Lake City | Kjeld Nuis   | 1:42,14  | Joey Mantia           | 1:42,45     | Shani Davis | 1:42,90     | —                                   | —       |
| Inzell         | Denis Juskov | 1:44,21  | Kjeld Nuis            | 1:45,20     | Joey Mantia | 1:45,25     | —                                   | —       |
| Heerenveen     | Joey Mantia  | 1:44,26  | Denis Juskov          | 1:44,38     | Kjeld Nuis  | 1:45,33     | —                                   | —       |
| Stavanger      | Denis Juskov | 1:44,94  | Bart Swings           | 1:45,88     | Kjeld Nuis  | 1:46,11     | 32. (div. B) Sebastian Druszkiewicz | 1:51,54 |
| Heerenveen     | Denis Juskov | 1:45,39  | Sverre Lunde Pedersen | 1:45,46     | Bart Swings | 1:45,65     | —                                   | —       |
|                |              |          |                       |             |             |             |                                     |         |
| Celkové pořadí | Denis Juskov | 530 bodů | Kjeld Nuis            | 456 bodů    | Joey Mantia | 405 bodů    | 77. Sebastian Druszkiewicz          | 0 bodů  |

### 5000 m/10 000 m
| Místo          | Disciplína     | 1. místo        | Čas           | 2. místo              | Čas      | 3. místo              | Čas      | Příp. další česká účast            | Čas     |
| -------------- | -------------- | --------------- | ------------- | --------------------- | -------- | --------------------- | -------- | ---------------------------------- | ------- |
| Calgary        | 5000 m         | Sven Kramer     | 6:08,61       | Jorrit Bergsma        | 6:10,44  | Ted-Jan Bloemen       | 6:12,72  | —                                  | —       |
| Salt Lake City | 10 000 m       | Ted-Jan Bloemen | 12:36,30 (WR) | Sven Kramer           | 12:44,26 | Jorrit Bergsma        | 12:53,99 | —                                  | —       |
| Inzell         | 5000 m         | Jorrit Bergsma  | 6:17,35       | Sverre Lunde Pedersen | 6:19,52  | Arjan Stroetinga      | 6:21,66  | —                                  | —       |
| Heerenveen     | 5000 m         | Sven Kramer     | 6:14,99       | Jorrit Bergsma        | 6:16,41  | Bart Swings           | 6:20,80  | —                                  | —       |
| Stavanger      | 5000 m         | Sven Kramer     | 6:15,71       | Jorrit Bergsma        | 6:17,59  | Ted-Jan Bloemen       | 6:18,05  | 6. (div. B) Sebastian Druszkiewicz | 6:31,48 |
| Heerenveen     | 5000 m         | Sven Kramer     | 6:11,44       | Jorrit Bergsma        | 6:12,74  | Sverre Lunde Pedersen | 6:16,36  | —                                  | —       |
|                |                |                 |               |                       |          |                       |          |                                    |         |
| Celkové pořadí | Celkové pořadí | Sven Kramer     | 530 bodů      | Jorrit Bergsma        | 530 bodů | Sverre Lunde Pedersen | 369 bodů | 42. Sebastian Druszkiewicz         | 11 bodů |

### Sprint
Ve Stavangeru byli závodníci hodnoceni nejen na jednotlivých tratích, ale také ve sprinterském víceboji, který byl doplňkovou kvalifikací na Mistrovství světa ve sprintu 2016. Na mítinku byly uspořádány dva závody na 500 m a dva závody na 1000 m, přičemž pro celkový bodový výsledek (systém samalog) byl u každého sportovce použit nejlepší čas z každé distance. První pětice rovněž získala body do Grand World Cupu.
| Místo     | 1. místo         | Body   | 2. místo   | Body   | 3. místo   | Body   |
| --------- | ---------------- | ------ | ---------- | ------ | ---------- | ------ |
| Stavanger | Pavel Kuližnikov | 68,570 | Kai Verbij | 69,300 | Kjeld Nuis | 69,340 |

### Víceboj
Ve Stavangeru byli závodníci hodnoceni nejen na jednotlivých tratích, ale také v klasickém víceboji, který byl doplňkovou kvalifikací na Mistrovství světa ve víceboji 2016. Na mítinku byl uspořádán jeden závod na 1500 m a jeden závod na 5000 m, přičemž oba časy byly použity pro celkový bodový výsledek (systém samalog). První pětice rovněž získala body do Grand World Cupu.
| Místo     | 1. místo    | Body   | 2. místo              | Body   | 3. místo     | Body   | Příp. další česká účast    | Body   |
| --------- | ----------- | ------ | --------------------- | ------ | ------------ | ------ | -------------------------- | ------ |
| Stavanger | Bart Swings | 73,459 | Sverre Lunde Pedersen | 73,694 | Håvard Bøkko | 73,951 | 22. Sebastian Druszkiewicz | 76,328 |

### Závod s hromadným startem
| Calgary        | Bart Swings      | 65 b. (7:31,30) | Jorrit Bergsma   | 45 b. (7:33,20) | Reyon Kay        | 25 b. (8:36,16) |  |  |  |  |  |  |
| Salt Lake City | Arjan Stroetinga | 60 b. (7:19,76) | Fabio Francolini | 41 b. (7:20,38) | Bart Swings      | 21 b. (7:20,51) |  |  |  |  |  |  |
| Inzell         | Alexis Contin    | 60 b. (7:33,37) | Jorrit Bergsma   | 48 b. (7:33,76) | Fabio Francolini | 22 b. (7:34,06) |  |  |  |  |  |  |
| Heerenveen     | Arjan Stroetinga | 63 b. (7:22,37) | Fabio Francolini | 40 b. (7:22,74) | I Sung-hun       | 20 b. (7:23,13) |  |  |  |  |  |  |
| Heerenveen     | Bart Swings      | 68 b. (8:06,55) | Fabio Francolini | 40 b. (8:06,69) | Arjan Stroetinga | 21 b. (8:06,80) |  |  |  |  |  |  |
|                |                  |                 |                  |                 |                  |                 |  |  |  |  |  |  |
| Celkové pořadí | Arjan Stroetinga | 404 bodů        | Bart Swings      | 380 bodů        | Fabio Francolini | 378 bodů        |  |  |  |  |  |  |

### Týmový sprint
| Místo          | 1. místo                                                  | Čas      | 2. místo                                                 | Čas      | 3. místo                                                | Čas      |
| -------------- | --------------------------------------------------------- | -------- | -------------------------------------------------------- | -------- | ------------------------------------------------------- | -------- |
| Calgary        | Nizozemsko Ronald Mulder Kai Verbij Stefan Groothuis      | 1:18,79  | USA Mitchell Whitmore Jonathan Garcia Joey Mantia        | 1:19,39  | Rusko Ruslan Murašov Arťom Kuzněcov Alexej Jesin        | 1:19,59  |
| Salt Lake City | Kanada William Dutton Alexandre St-Jean Vincent De Haître | 1:17,75  | Rusko Arťom Kuzněcov Alexej Jesin Kirill Golubjev        | 1:19,12  | Nizozemsko Stefan Groothuis Hein Otterspeer Kai Verbij  | 1:19,20  |
| Heerenveen     | Kanada Gilmore Junio Alexandre St-Jean Vincent De Haître  | 1:19,75  | Rusko Ruslan Murašov Alexej Jesin Kirill Golubjev        | 1:21,27  | Nizozemsko Jesper Hospes Michel Mulder Stefan Groothuis | 1:21,29  |
| Heerenveen     | Nizozemsko Ronald Mulder Kai Verbij Stefan Groothuis      | 1:20,40  | Kanada Gilmore Junio Alexandre St-Jean Vincent De Haître | 1:20,41  | Rusko Ruslan Murašov Alexej Jesin Kirill Golubjev       | 1:20,86  |
|                |                                                           |          |                                                          |          |                                                         |          |
| Celkové pořadí | Nizozemsko                                                | 390 bodů | Rusko                                                    | 334 bodů | Kanada                                                  | 320 bodů |

### Stíhací závod družstev
| Místo          | 1. místo                                                   | Čas      | 2. místo                                                       | Čas      | 3. místo                                                 | Čas      |
| -------------- | ---------------------------------------------------------- | -------- | -------------------------------------------------------------- | -------- | -------------------------------------------------------- | -------- |
| Calgary        | Kanada Ted-Jan Bloemen Jordan Belchos Benjamin Donnelly    | 3:39,32  | Jižní Korea I Sung-hun Kim Čchol-min Ču Hjong-čun              | 3:39,60  | Itálie Andrea Giovannini Luca Stefani Fabio Francolini   | 3:41,97  |
| Inzell         | Nizozemsko Jan Blokhuijsen Douwe de Vries Arjan Stroetinga | 3:41,27  | Norsko Sverre Lunde Pedersen Håvard Bøkko Sindre Henriksen     | 3:44,88  | Polsko Jan Szymański Konrad Niedźwiedzki Zbigniew Bródka | 3:46,17  |
| Heerenveen     | Nizozemsko Sven Kramer Jorrit Bergsma Jan Blokhuijsen      | 3:43,77  | Norsko Sverre Lunde Pedersen Håvard Bøkko Sindre Henriksen     | 3:44,66  | Rusko Danil Sinicin Alexandr Rumjancev Sergej Grjazcov   | 3:46,24  |
| Heerenveen     | Nizozemsko Jan Blokhuijsen Douwe de Vries Arjan Stroetinga | 3:42,28  | Norsko Håvard Bøkko Simen Spieler Nilsen Sverre Lunde Pedersen | 3:43,42  | Polsko Zbigniew Bródka Konrad Niedźwiedzki Jan Szymański | 3:47,03  |
|                |                                                            |          |                                                                |          |                                                          |          |
| Celkové pořadí | Nizozemsko                                                 | 350 bodů | Norsko                                                         | 280 bodů | Polsko                                                   | 279 bodů |

## Ženy

### 500 m
| Místo            | 1. místo                         | Čas      | 2. místo                         | Čas      | 3. místo                         | Čas      | Příp. další česká účast | Čas       |
| ---------------- | -------------------------------- | -------- | -------------------------------- | -------- | -------------------------------- | -------- | ----------------------- | --------- |
| Calgary 1        | I Sang-hwa                       | 36,96    | Čang Chung                       | 37,18    | Brittany Boweová                 | 37,22    | 12. Karolína Erbanová   | 38,10     |
| Calgary 2        | Čang Chung                       | 36,94    | I Sang-hwa                       | 36,99    | Heather Richardsonová            | 37,06    | 13. Karolína Erbanová   | 38,01     |
| Salt Lake City 1 | Čang Chung                       | 36,56    | Brittany Boweová                 | 37,03    | Heather Richardsonová-Bergsmaová | 37,13    | 11. Karolína Erbanová   | 37,75     |
| Salt Lake City 2 | Čang Chung                       | 36,82    | I Sang-hwa                       | 36,83    | Brittany Boweová                 | 37,08    | 17. Karolína Erbanová   | 37,89     |
| Inzell 1         | I Sang-hwa                       | 37,33    | Brittany Boweová                 | 37,70    | Heather Richardsonová-Bergsmaová | 37,99    | 9. Karolína Erbanová    | 38,48     |
| Inzell 2         | I Sang-hwa                       | 37,36    | Heather Richardsonová-Bergsmaová | 37,84    | Heather McLeanová                | 38,02    | 10. Karolína Erbanová   | 38,37 (3) |
| Heerenveen 1     | I Sang-hwa                       | 37,59    | Brittany Boweová                 | 37,86    | Heather Richardsonová-Bergsmaová | 37,93    | 7. Karolína Erbanová    | 38,28     |
| Heerenveen 2     | Jü Ťing                          | 37,84    | Heather Richardsonová-Bergsmaová | 37,87    | Čang Chung                       | 37,90    | 9. Karolína Erbanová    | 38,29     |
| Stavanger 1      | Čang Chung                       | 37,82    | Jü Ťing                          | 37,93    | Jorien ter Morsová               | 37,99    | 10. Karolína Erbanová   | 38,45     |
| Stavanger 2      | Jü Ťing                          | 37,63    | Čang Chung                       | 37,82    | Heather McLeanová                | 38,02    | 5. Karolína Erbanová    | 38,19     |
| Heerenveen 1     | Brittany Boweová                 | 37,84    | Heather Richardsonová-Bergsmaová | 38,02    | Jorien ter Morsová               | 38,20    | 4. Karolína Erbanová    | 38,23     |
| Heerenveen 2     | Brittany Boweová                 | 37,64    | Heather Richardsonová-Bergsmaová | 37,88    | Heather McLeanová                | 38,07    | 7. Karolína Erbanová    | 38,33     |
|                  |                                  |          |                                  |          |                                  |          |                         |           |
| Celkové pořadí   | Heather Richardsonová-Bergsmaová | 848 bodů | Čang Chung                       | 842 bodů | Brittany Boweová                 | 785 bodů | 9. Karolína Erbanová    | 413 bodů  |

### 1000 m
| Místo          | 1. místo              | Čas          | 2. místo                         | Čas      | 3. místo                         | Čas      | Příp. další česká účast                                                           | Čas                     |
| -------------- | --------------------- | ------------ | -------------------------------- | -------- | -------------------------------- | -------- | --------------------------------------------------------------------------------- | ----------------------- |
| Calgary        | Heather Richardsonová | 1:12,51 (WR) | Brittany Boweová                 | 1:12,54  | Čang Chung                       | 1:12,65  | 8. Karolína Erbanová 8. (div. B) Martina Sáblíková                                | 1:14,98 1:15,86         |
| Salt Lake City | Brittany Boweová      | 1:12,18 (WR) | Čang Chung                       | 1:12,77  | Heather Richardsonová-Bergsmaová | 1:13,45  | 12. Karolína Erbanová 4. (div. B) Martina Sáblíková                               | 1:15,24 1:15,94         |
| Inzell         | Brittany Boweová      | 1:14,01      | Heather Richardsonová-Bergsmaová | 1:14,52  | I Sang-hwa                       | 1:15,27  | 13. Karolína Erbanová 7. (div. B) Martina Sáblíková                               | 1:16,16 1:17,49         |
| Heerenveen     | Brittany Boweová      | 1:14,49      | Heather Richardsonová-Bergsmaová | 1:15,33  | Marrit Leenstraová               | 1:15,77  | 5. Karolína Erbanová 4. (div. B) Martina Sáblíková                                | 1:16,19 1:18,15         |
| Stavanger 1    | Jorien ter Morsová    | 1:14,52      | Brittany Boweová                 | 1:14,61  | Marrit Leenstraová               | 1:15,59  | 5. Karolína Erbanová 2. (div. B) Martina Sáblíková 26. (div. B) Nikola Zdráhalová | 1:15,93 1:17,46 DSQ     |
| Stavanger 2    | Brittany Boweová      | 1:14,35      | Marrit Leenstraová               | 1:15,22  | Vanessa Bittnerová               | 1:15,52  | 15. Karolína Erbanová                                                             | 1:16,65                 |
| Heerenveen     | Brittany Boweová      | 1:14,22      | Jorien ter Morsová               | 1:14,44  | Heather Richardsonová-Bergsmaová | 1:15,07  | 6. Karolína Erbanová                                                              | 1:16,02                 |
|                |                       |              |                                  |          |                                  |          |                                                                                   |                         |
| Celkové pořadí | Brittany Boweová      | 710 bodů     | Heather Richardsonová-Bergsmaová | 508 bodů | Marrit Leenstraová               | 465 bodů | 8. Karolína Erbanová 24. Martina Sáblíková 66. Nikola Zdráhalová                  | 234 bodů 47 bodů 0 bodů |

### 1500 m
| Místo          | 1. místo                         | Čas          | 2. místo                         | Čas      | 3. místo              | Čas      | Příp. další česká účast                                                                 | Čas                     |
| -------------- | -------------------------------- | ------------ | -------------------------------- | -------- | --------------------- | -------- | --------------------------------------------------------------------------------------- | ----------------------- |
| Calgary        | Brittany Boweová                 | 1:51,59 (WR) | Heather Richardsonová            | 1:52,27  | Martina Sáblíková     | 1:54,18  | 17. (div. B) Nikola Zdráhalová 22. (div. B) Natálie Kerschbaummayr                      | 1:59,50 2:01,87         |
| Salt Lake City | Heather Richardsonová-Bergsmaová | 1:50,85 (WR) | Brittany Boweová                 | 1:51,31  | Martina Sáblíková     | 1:53,44  | 22. (div. B) Nikola Zdráhalová 25. (div. B) Natálie Kerschbaummayr                      | 2:00,27 2:25,06         |
| Inzell         | Brittany Boweová                 | 1:54,68      | Heather Richardsonová-Bergsmaová | 1:54,94  | Marrit Leenstraová    | 1:55,79  | 5. Martina Sáblíková 15. (div. B) Nikola Zdráhalová 19. (div. B) Natálie Kerschbaummayr | 1:56,17 2:02,84 2:04,84 |
| Heerenveen     | Heather Richardsonová-Bergsmaová | 1:55,29      | Brittany Boweová                 | 1:55,44  | Marrit Leenstraová    | 1:56,12  | 4. Martina Sáblíková 12. (div. B) Nikola Zdráhalová 18. (div. B) Natálie Kerschbaummayr | 1:56,72 2:03,15 2:04,92 |
| Stavanger      | Martina Sáblíková                | 1:55,44      | Brittany Boweová                 | 1:55,47  | Marrit Leenstraová    | 1:55,93  | 15. (div. B) Nikola Zdráhalová 22. (div. B) Natálie Kerschbaummayr                      | 2:02,82 2:04,69         |
| Heerenveen     | Brittany Boweová                 | 1:54,34      | Heather Richardsonová-Bergsmaová | 1:54,90  | Antoinette de Jongová | 1:56,32  | —                                                                                       | —                       |
|                |                                  |              |                                  |          |                       |          |                                                                                         |                         |
| Celkové pořadí | Brittany Boweová                 | 590 bodů     | Heather Richardsonová-Bergsmaová | 501 bodů | Marrit Leenstraová    | 396 bodů | 4. Martina Sáblíková 49. Nikola Zdráhalová 54. Natálie Kerschbaummayr                   | 350 bodů 0 bodů         |

### 3000 m/5000 m
| Místo          | Disciplína     | 1. místo           | Čas      | 2. místo                  | Čas      | 3. místo           | Čas      | Příp. další česká účast                                            | Čas             |
| -------------- | -------------- | ------------------ | -------- | ------------------------- | -------- | ------------------ | -------- | ------------------------------------------------------------------ | --------------- |
| Calgary        | 3000 m         | Martina Sáblíková  | 3:57,21  | Irene Schoutenová         | 3:58,39  | Natalja Voroninová | 3:58,78  | 17. (div. B) Nikola Zdráhalová                                     | 4:13,61         |
| Salt Lake City | 5000 m         | Martina Sáblíková  | 6:47,42  | Natalja Voroninová        | 6:53,16  | Ivanie Blondinová  | 6:55,88  | 19. (div. B) Nikola Zdráhalová                                     | 7:17,00         |
| Inzell         | 3000 m         | Martina Sáblíková  | 4:03,18  | Marije Jolingová          | 4:04,08  | Olga Grafová       | 4:05,87  | 15. (div. B) Nikola Zdráhalová                                     | 4:15,77         |
| Heerenveen     | 3000 m         | Martina Sáblíková  | 4:03,50  | Annouk van der Weijdenová | 4:05,39  | Olga Grafová       | 4:06,57  | 12. (div. B) Nikola Zdráhalová                                     | 4:18,34         |
| Stavanger      | 3000 m         | Martina Sáblíková  | 4:00,08  | Ireen Wüstová             | 4:04,15  | Irene Schoutenová  | 4:05,51  | 19. (div. B) Natálie Kerschbaummayr 24. (div. B) Nikola Zdráhalová | 4:18,14 4:21,20 |
| Heerenveen     | 3000 m         | Natalja Voroninová | 4:08,15  | Jorien Voorhuisová        | 4:08,18  | Olga Grafová       | 4:08,40  | —                                                                  | —               |
|                |                |                    |          |                           |          |                    |          |                                                                    |                 |
| Celkové pořadí | Celkové pořadí | Martina Sáblíková  | 500 bodů | Natalja Voroninová        | 450 bodů | Irene Schoutenová  | 361 bodů | 42. Nikola Zdráhalová 49. Natálie Kerschbaummayr                   | 3 body 0 bodů   |

### Sprint
Ve Stavangeru byly závodnice hodnoceny nejen na jednotlivých tratích, ale také ve sprinterském víceboji, který byl doplňkovou kvalifikací na Mistrovství světa ve sprintu 2016. Na mítinku byly uspořádány dva závody na 500 m a dva závody na 1000 m, přičemž pro celkový bodový výsledek (systém samalog) byl u každé sportovkyně použit nejlepší čas z každé distance. První pětice rovněž získala body do Grand World Cupu.
| Místo     | 1. místo           | Body   | 2. místo         | Body   | 3. místo           | Body   | Příp. další česká účast | Body   |
| --------- | ------------------ | ------ | ---------------- | ------ | ------------------ | ------ | ----------------------- | ------ |
| Stavanger | Jorien ter Morsová | 75,250 | Brittany Boweová | 75,275 | Vanessa Bittnerová | 75,760 | 7. Karolína Erbanová    | 76,155 |

### Víceboj
Ve Stavangeru byly závodnice hodnoceny nejen na jednotlivých tratích, ale také v klasickém víceboji, který byl doplňkovou kvalifikací na Mistrovství světa ve víceboji 2016. Na mítinku byl uspořádán jeden závod na 1500 m a jeden závod na 3000 m, přičemž oba časy byly použity pro celkový bodový výsledek (systém samalog). První pětice rovněž získala body do Grand World Cupu.
| Místo     | 1. místo          | Body   | 2. místo      | Body   | 3. místo          | Body   | Příp. další česká účast                          | Body          |
| --------- | ----------------- | ------ | ------------- | ------ | ----------------- | ------ | ------------------------------------------------ | ------------- |
| Stavanger | Martina Sáblíková | 78,493 | Ireen Wüstová | 79,387 | Linda de Vriesová | 79,400 | 32. Nikola Zdráhalová 33. Natálie Kerschbaummayr | 84,475 84,588 |

### Závod s hromadným startem
| Calgary        | Kim Po-rum        | 60 b. (8:36,04) | Irene Schoutenová    | 41 b. (8:36,09) | Ivanie Blondinová | 23 b. (8:36,16) | 4. Martina Sáblíková 6. Nikola Zdráhalová 8. (div. B) Natálie Kerschbaummayr                                     | 5 b. (8:38,48) 5 b. (8:41,01) 1 b. (9:29,25) |  |  |  |  |
| Salt Lake City | Irene Schoutenová | 60 b. (8:27,19) | Ivanie Blondinová    | 40 b. (8:27,45) | Misaki Ošigiriová | 20 b. (8:27,82) | 17. Nikola Zdráhalová 8. (div. B) Kateřina Novotná 9. (div. B) Natálie Kerschbaummayr                            | 0 b. (8:35,48) 1 b. (8:27,32) 0 b. (8:46,37) |  |  |  |  |
| Inzell         | Irene Schoutenová | 60 b. (8:18,41) | Ivanie Blondinová    | 40 b. (8:18,43) | Pak To-jong       | 20 b. (8:18,61) | 4. Martina Sáblíková 17. Nikola Zdráhalová 14. (div. B) Natálie Kerschbaummayr                                   | 5 b. (8:21,39) 0 b. (8:23,16) 0 b. (9:10,54) |  |  |  |  |
| Heerenveen     | Misaki Ošigiriová | 65 b. (8:22,80) | Carien Kleibeukerová | 43 b. (8:23,23) | Ivanie Blondinová | 20 b. (8:27,96) | 19. Nikola Zdráhalová 20. Martina Sáblíková 13. (div. B) Eliška Dřímalová                                        | 0 b. (8:37,21) 0 b. (8:53,19) 0 b. (9:14,18) |  |  |  |  |
| Heerenveen     | Irene Schoutenová | 60 b. (8:16,63) | Ivanie Blondinová    | 40 b. (8:16,88) | Miho Takagiová    | 20 b. (8:16,93) | — | —                                            |  |  |  |  |
|                |                   |                 |                      |                 |                   |                 | |                                              |  |  |  |  |
| Celkové pořadí | Irene Schoutenová | 466 bodů        | Ivanie Blondinová    | 420 bodů        | Misaki Ošigiriová | 271 bodů        | 13. Martina Sáblíková 22. Nikola Zdráhalová 34. Natálie Kerschbaummayr 36. Kateřina Novotná 38. Eliška Dřímalová | 125 bodů 71 bodů 3 body 2 body 0 bodů        |  |  |  |  |

### Týmový sprint
| Místo          | 1. místo                                                         | Čas      | 2. místo                                                      | Čas      | 3. místo | Čas      |
| -------------- | ---------------------------------------------------------------- | -------- | ------------------------------------------------------------- | -------- | --- | -------- |
| Calgary        | Japonsko Erina Kamijaová Maki Cudžiová Nao Kodairaová            | 1:26,82  | Čína Jü Ťing Čang Chung Li Čchi-š'                            | 1:27,08  | Kanada Marsha Hudeyová Noemi Fisetová Heather McLeanová                                                        | 1:28,39  |
| Salt Lake City | Čína Jü Ťing Čang Chung Li Čchi-š'                               | 1:24,65  | Rusko Jekatěrina Šichovová Naděžda Asejevová Olga Fatkulinová | 1:26,07  | Japonsko Erina Kamijaová Maki Cudžiová Nao Kodairaová                                                          | 1:26,62  |
| Heerenveen     | Nizozemsko Floor van den Brandtová Janine Smitová Margot Boerová | 1:29,23  | Rusko Jekatěrina Šichovová Naděžda Asejevová Olga Fatkulinová | 1:29,64  | Kanada Marsha Hudeyová Kaylin Irvineová Heather McLeanová Norsko Martine Ripsrudová Hege Bøkková Ida Njåtunová | DNF      |
| Heerenveen     | Čína Jü Ťing Čang Chung Li Čchi-š'                               | 1:28,98  | Japonsko Maki Cudžiová Erina Kamijaová Nao Kodairaová         | 1:29,98  | Nizozemsko Bo van der Werffová Janine Smitová Margot Boerová                                                   | 1:30,04  |
|                |                                                                  |          |                                                               |          | |          |
| Celkové pořadí | Čína                                                             | 330 bodů | Nizozemsko                                                    | 314 bodů | Japonsko | 290 bodů |

### Stíhací závod družstev
| Místo          | 1. místo                                                             | Čas      | 2. místo                                                              | Čas      | 3. místo                                                         | Čas      | Příp. další česká účast                                             | Čas     |
| -------------- | -------------------------------------------------------------------- | -------- | --------------------------------------------------------------------- | -------- | ---------------------------------------------------------------- | -------- | ------------------------------------------------------------------- | ------- |
| Calgary        | Nizozemsko Marrit Leenstraová Antoinette de Jongová Marije Jolingová | 2:56,11  | Japonsko Ajaka Kikučiová Miho Takagiová Misaki Ošigiriová             | 2:56,46  | Rusko Olga Grafová Natalja Voroninová Jelizaveta Kazelinová      | 2:56,98  | 8. Česko Nikola Zdráhalová Martina Sáblíková Natálie Kerschbaummayr | 3:02,50 |
| Inzell         | Japonsko Miho Takagiová Nana Takagiová Misaki Ošigiriová             | 2:59,08  | Nizozemsko Marrit Leenstraová Antoinette de Jongová Marije Jolingová  | 2:59,69  | Rusko Natalja Voroninová Olga Grafová Jelizaveta Kazelinová      | 3:00,36  | —                                                                   | —       |
| Heerenveen     | Japonsko Ajaka Kikučiová Nana Takagiová Miho Takagiová               | 2:59,58  | Nizozemsko Marrit Leenstraová Antoinette de Jongová Linda de Vriesová | 3:01,26  | Polsko Natalia Czerwonková Katarzyna Woźniaková Luiza Złotkowská | 3:01,51  | 8. Česko Eliška Dřímalová Nikola Zdráhalová Natálie Kerschbaummayr  | 3:21,92 |
| Heerenveen     | Japonsko Misaki Ošigiriová Miho Takagiová Nana Takagiová             | 2:58,06  | Nizozemsko Antoinette de Jongová Marrit Leenstraová Ireen Wüstová     | 2:58,21  | Polsko Natalia Czerwonková Katarzyna Woźniaková Luiza Złotkowská | 3:02,34  | —                                                                   | —       |
|                |                                                                      |          |                                                                       |          |                                                                  |          |                                                                     |         |
| Celkové pořadí | Japonsko                                                             | 430 bodů | Nizozemsko                                                            | 380 bodů | Rusko                                                            | 290 bodů | 9. Česko                                                            | 65 bodů |

## Grand World Cup
| Pořadí | Jméno                 | Body |
| ------ | --------------------- | ---- |
| 1.     | Kjeld Nuis            | 1076 |
| 2.     | Bart Swings           | 1014 |
| 3.     | Pavel Kuližnikov      | 830  |
| 4.     | Denis Juskov          | 829  |
| 5.     | Jorrit Bergsma        | 780  |
| 6.     | Sverre Lunde Pedersen | 564  |
| 7.     | Arjan Stroetinga      | 550  |
| 8.     | Sven Kramer           | 530  |
| 9.     | Joey Mantia           | 500  |
| 10.    | Kai Verbij            | 450  |

| Pořadí | Jméno                            | Body |
| ------ | -------------------------------- | ---- |
| 1.     | Brittany Boweová                 | 1660 |
| 2.     | Heather Richardsonová-Bergsmaová | 1389 |
| 3.     | Martina Sáblíková                | 1070 |
| 4.     | Irene Schoutenová                | 766  |
| 5.     | Marrit Leenstraová               | 741  |
| 6.     | Čang Chung                       | 571  |
| 7.     | Ivanie Blondinová                | 490  |
| 8.     | Jorien ter Morsová               | 487  |
| 9.     | Vanessa Bittnerová               | 456  |
| 10.    | Natalja Voroninová               | 450  |
|        |                                  |      |
| 22.    | Karolína Erbanová                | 145  |